# Montbert
Montbert är en kommun i departementet Loire-Atlantique i regionen Pays de la Loire i nordvästra Frankrike. Kommunen ligger i kantonen Aigrefeuille-sur-Maine som tillhör arrondissementet Nantes. År 2022 hade Montbert 3 346 invånare.

## Befolkningsutveckling
Antalet invånare i kommunen Montbert
| Referens: INSEE |